# Cerro Pudú
Der Cerro Pudú ist ein Hügel auf der Livingston-Insel im Archipel der Südlichen Shetlandinseln. Er ragt östlich der Landspitze Punta Poblete auf der Westseite des Kap Shirreff am nördlichen Ende der Johannes-Paul-II.-Halbinsel, auf.
Wissenschaftler der 39. Chilenischen Antarktisexpedition (1984–1985) benannten ihn nach dem Südpudu (Pudu puda), der kleinsten Hirschart der Welt.